# HD 130021
HD 130021 är en blåvit stjärna i huvudserien i Cirkelpassarens stjärnbild..
Stjärnan har visuell magnitud +6,49 och befinner sig därmed på gränsen till vad som går att se för blotta ögat vid mycket god seeing.